# 程翔
程翔（1949年12月3日—），生於廣東潮州，香港記者。聖保羅書院校友，香港大學畢業後，1974年加入親中報章《文匯報》，曾任驻北京记者站主任、副總編輯。1996年出任新加坡《海峡时报》中国首席特派员，2009年退休。
2005年被指控间谍罪在北京被判監5年。據他本人說法，他是因為追查2004年簽定的中俄边界东段补充协定並質疑中華人民共和國外交部承認不平等條約而入罪，而法院判決他是將大陸情報轉述給台灣組織並獲利。由於程翔政治立場偏左，香港傳媒界指他是一個不憤沙俄和苏联割占中国领土和不平等條約的愛國分子。目前他已定居美國。

## 2005年被國安局拘捕
根據中華人民共和國法院的判決書，台灣民主進步黨執政期間，台灣國軍軍官謝勝溢，情報工作期間假名薛弘義，吸收香港記者程翔為台灣從事大陸情報工作。
2005年8月5日，新华社发布消息称程翔「因涉嫌间谍罪被北京市国家安全局依法逮捕」。新華社稱：
|  | 2000年初，程翔被“台湾国家安全局”间谍策反并赋予间谍化名“陈元春”。自2000年初至2005年3月，程翔按照台湾“国家安全局”的指示，在香港和内地建立了多条搜集情报的渠道，采用金钱收买等方式搜集了涉及国家政治、经济特别是军事等多方面大量情报，其中包括绝密、秘密级内容。程将上述情报转报给台湾间谍情报机关，对国家安全产生了危害。为此，台湾间谍情报机关先后发给程翔间谍经费数百万港元。 |

程翔立場一直被指親中，并支持两岸统一。据程翔妻子称，他是为取得一份赵紫阳生前访谈录而赶赴广州，但在抵达广州白云国际机场后就被公安人员带走，4月24日開始失去聯絡。
家人相信逮捕是与这份访谈录有关，但中華人民共和國外交部接受询问时明确否认程翔被捕与赵有任何关系，而宣称他是由于「根据境外情报机关指示，在中国内地从事情报搜集活动，先后领取大量间谍费」而被逮捕，且他本人已承认有关罪行。5月31日，中國外交部在網頁上刪除這段說話。
6月1日美國表示關注程翔被捕的事；北京市人民檢察院在2006年2月將案件發還國安部，要求作補充調查，7月底檢察院將案件交予法院處理；程翔家人只能透過律師每月與在北京市郊一看守所拘留的程翔見面一次，間接了解程翔近況。

### 記者協會聲援

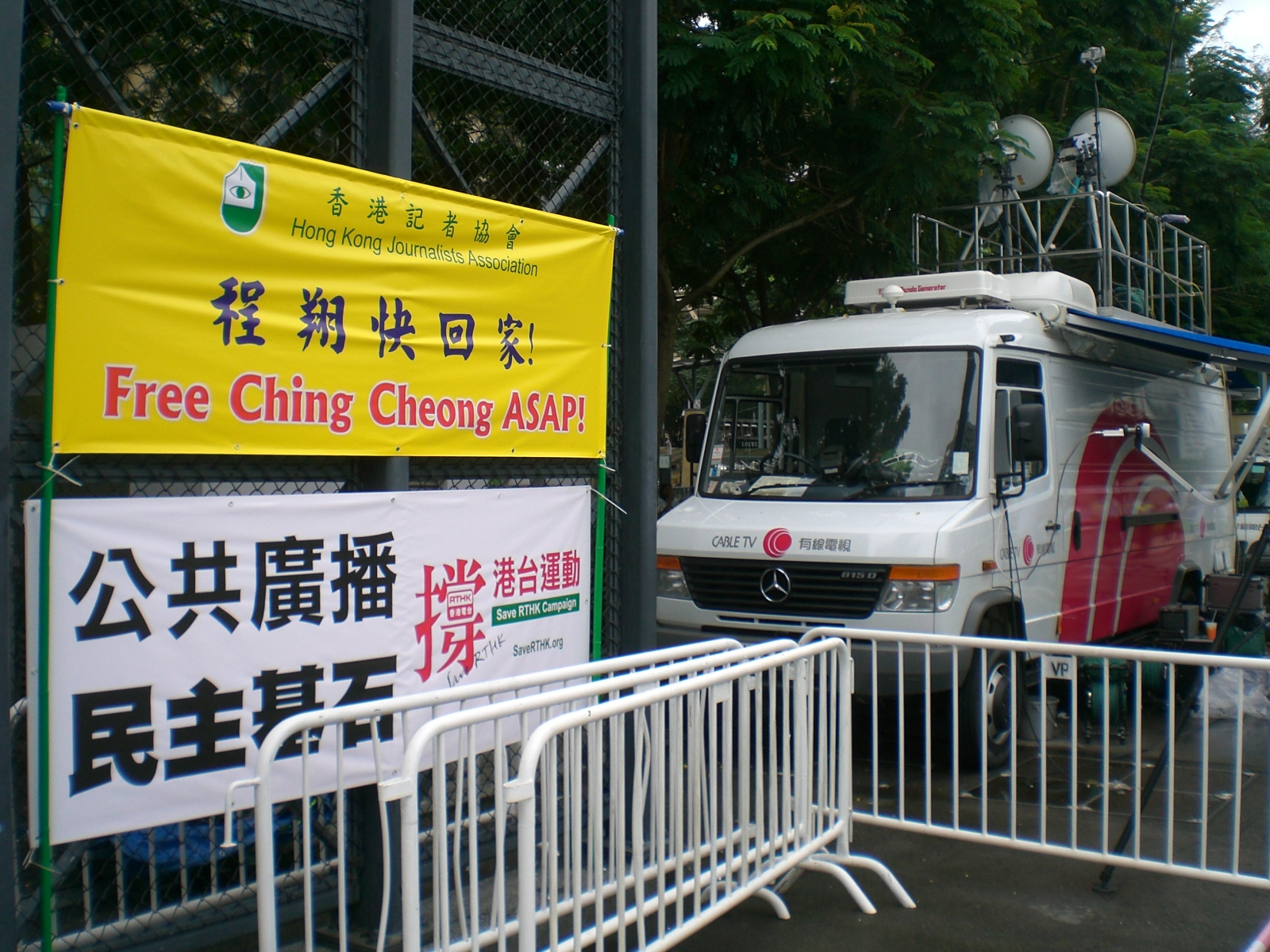
程翔——2007年香港七一遊行所關心的人物

香港記者協會在程翔被拘後不斷透過行政長官曾蔭權與香港中聯辦向中央反映要求以公平、公正、公開原則處理程翔案件及儘快釋放程翔，商業電台則發起「聲音黃絲帶」行動，當時節目中每天都會有聲帶提示程翔被扣留的天數；另外還有由龍緯汶等人成立的聲援組織：營救程翔聯盟。除了香港民主派人士外，李鵬飛、徐四民等中華人民共和國港区全国人大代表與中華人民共和國港区全国政协委员亦對事件表達關注。
2006年7月20日，劉敏儀與國際記者協會、無國界記者在內的二十個國際團體，在全球十個城市（洛杉磯、巴黎、紐約、墨爾本、多倫多、波恩等等）舉行記者會，要求中華人民共和國政府公正和公開處理案件，劉錄製的影片段在記者會上播出。

### 其他观点
中国官方军事杂志《舰船知识》曾于2004年连续刊登11篇实施核打击并实施登陆的相关论文(对象可能是台湾)。该刊网络版主编宋晓军因此事遭程翔多次责问，并撰文《我们说过对台湾使用核武器了吗》记叙此事。文中对程翔被捕一事，评价为“（程翔）没好好听我的话”，即未认真学习在中国从事传媒业的行为准则，以致犯禁遭囚。

### 開審
北京市第二中級人民法院成立合議庭受理案件，並在8月15日早上9點半開審，下午4時半結束審結，並排期宣判；由廣東省人大常委會立法顧問何培華與另一位律師作為代表律師；庭上程本人有發言並對自己辯護。由於案件涉及「國家機密」，以法庭面積太小為由不公開審訊，也不允傳媒旁聽但允許家屬旁聽；8月16日早上在原法庭對陸建華開審。
香港記者協會連同外國記者協會、民間人權陣線、程翔關注組等多個組織於開審8月15日晚上7點於香港中环遮打花園舉行燭光晚會，聲援程翔。

### 宣判
程翔於8月31日早上9時在原法庭被判入獄5年，剝奪政治權利1年，沒收個人財產30萬元人民幣。法院指稱，2004年5月至2005年4月間，程翔與中華民國間諜組織某基金會代理人薛某和戴某，按其佈置的任務，以傳真、電子郵件等形式將他人從北京等地向其提供的涉及國家秘密及情報的有關文字材料提供給對方，並以化名獲取酬金港幣30萬元，其行為已構成間諜罪。但程翔主動交代事實，並交出筆記本電腦證據，視作自首，獲減刑。（根據龍緯汶透露，某基金會是指中華歐亞基金會，而代理人薛某和戴某應是薛宏義及戴東清，而兩人均已離職。）
判決後，程妻與程翔關注組織不服判決，要求上訴。香港記者協會與部分立法會議員指判決過重。時事評論員劉銳紹指案情涉及金額上前後有出入，反映證據不足；但11月24日早上被北京市高級人民法院駁回，當天早上程翔家人指法院沒有考慮一審判決在證據、程序上的錯漏，並對記者宣讀聲明：
1. 程沒有做間諜的主觀意圖，亦沒有將涉及國家機密文件交給歐亞基金會，「對他犯罪行為的指控，實際上已經被控方自己提出的證據所全部推翻」。
2. 懇請中央政府考慮一國兩制特殊性與基本法23條還未在香港立法情況下赦免其刑責。

### 獄中生活
2006年9月19日，程翔哥哥程曦撰寫《我的弟弟程翔》一文，刊於香港《明報》。程曦形容他兩次去北京探望程翔時，程翔已一臉呆滯、乾癟枯瘦，說：「都怪自己中國情結太深了」程曦提及，很多朋友都為程翔禱告，程翔突然說：「我在看《聖經》」由於程翔向來是無神論者，本為基督徒的程曦聞言嚇了一跳。程曦說，程翔這次蒙冤，程母最傷心。程曦責怪自己當年不讓程翔出國讀書，「要是程翔去留學，命運也許改寫了。」
香港《英文虎報》引述程妻劉敏儀說：「他（程翔）的體重劇減，而他的高血壓情況也日益嚴重。」香港《南華早報》引述程翔的律師表示，程翔健康情況可能讓他有機會以這理由獲得假釋。
在2006年12月26日程翔轉到天河監獄，香港特區政府在幾乎一個月後的1月19日早上「獲中央政府通知」才通知劉敏儀。
1月31日，程翔转往广州监狱继续服刑。家人称他的健康比在北京监狱时有所好转。

### 假释出狱
2008年2月4日，程翔获准假释。翌日（2月5日）早上程从广州乘坐火车于中午12点返抵港鐵紅磡站，由於他不想接受採訪，因此獲入境處安排經特別通道離開。到下午1时左右与其妻刘敏仪会合，两人没有公开露面。據程翔妹妹透露，程翔見到家人後的第一句說話是「對不起媽媽」。程于当天傍晚通过电台说：“我很感谢中国政府决定给予我假释。我由衷感谢香港各界两年多来给予我的理解、信任和支持。我也感谢特首曾蔭權爵士、新加坡海峡时报、香港新闻界朋友。这个时候，请允许我先和家人团聚，以及休息一段时间然后再与大家畅叙。”当天下午，中国外交部发言人刘建超表示：“那么如果有这样的决定，那么不是中華人民共和國政府作出的，而是中華人民共和國的司法机关根据中国的法律作出的。”
《海峡时报》的发行商新加坡报业控股发布声明称，对程翔的获释“深感欣慰”。而国际记者组织和人权组织就对中国政府释放程翔表示赞赏，但同时也抨击中国政府仍继续关押其他政治犯。國際特赦組織驻香港研究员马克·艾利森称，希望程翔获释能意味着中国政府的态度发生了变化，毕竟政府当局承诺要保证北京奥运会期间的“完全的媒体自由”。
美国国务院通过驻香港领事馆，亦对程翔获释表示欢迎，并呼吁中国政府释放所有被以言入罪的在押人士。
2008年2月21日，程翔假釋後首次會見傳媒，在香港外國記者會的茶敘中表示，他不急於為自己申冤，因為上帝會幫他申冤。

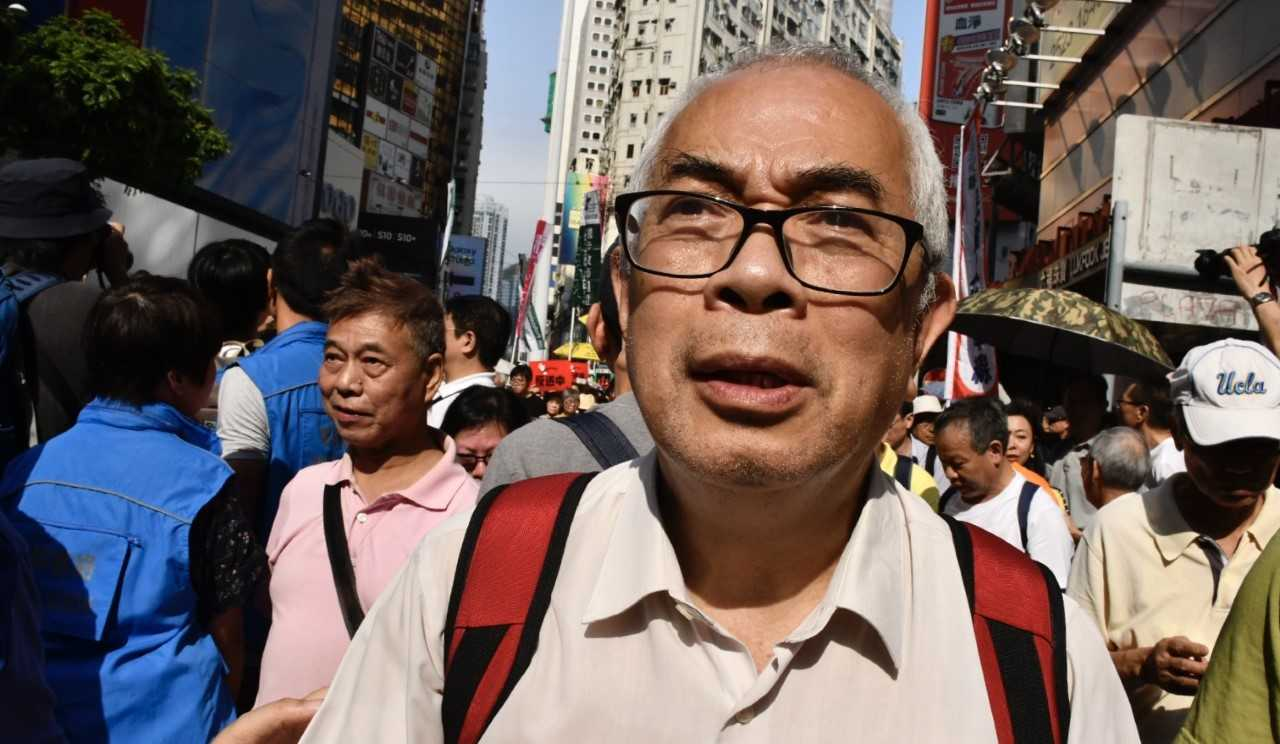
程翔在香港參加遊行（2019年）

## 《千日無悔》
程翔兄長程曦為基督徒，與宣道出版社社長許朝英同為宣道會北角堂會友，一同在以諾團契成長，而且同樣從事傳媒工作，許社長多年來與程翔、程曦兄弟相交甚篤。程翔被捕後，二人切切為他禱告，最終感動程翔在獄中信主。程翔出獄後，一直希望用自己的筆去表白在被囚期間的心路歷程，寫成了回憶錄《千日無悔──我的心路歷程》一書。他表示，「要透過自己的牢獄之災，為剷除製造冤假錯案的土壤貢獻一分綿薄的力量，否則，我這個牢就是白坐」。書中披露了程翔服刑的心路歷程、被捕的箇中原因和細節；分析了單獨囚禁對人的影響、牢獄生涯對人性的扭曲；說明了「間諜」和「國家機密」在中國的定義；比較了中港兩地的法制，從而探索「冤假錯案」的因由；詳列了使程翔在獄中大受激勵的書籍；敘述了程翔歸信基督的經過。
他這個決定，得到新加坡《海峽時報》大力支持，安排出版中英文版以便向全球發行。2012年，適逢宣道出版社成立100周年，許朝英社長決定與《海峽時報》合作，在香港出版該書的繁體中文版，作為該社百年慶的重點書目之一。
《千日無悔──我的心路歷程》於2013年6月26日獲選為第六屆香港書獎「十大優秀中文好書」之一，程翔並憑此書獲基督教出版協會2013年「第六屆金書獎」「最佳作品獎（非學術類）」以及「最佳作者獎（非學術類）」獎項。

## 私生活
程翔在1963年通過升中試獲派入读聖保羅書院，1973年毕业于香港大学经济系，主修經濟及地理學。同時擁有香港居民、英国国民（海外）、新加坡永久居民三重身分。

## 相關書籍
- 《漫漫愛國路》程翔文集；程翔基金會2005年12月初版，ISBN 962-7473-19-7
- 《千日無悔──我的心路歷程》；宣道出版社，2012年2月，ISBN 978-962-244-942-8
- 《香港六七暴動始末—解讀吳荻舟》；牛津大學出版社，2018年7月，ISBN 978-019-097-473-2

## 外部連結
- 程翔@灼見名家 （页面存档备份，存于）
- 想一想中國 第九集﹕ 程翔 (香港電台)
- 明報新聞特辑